# Henry Paté
 (septembre 2024).
Henry Paté, né le 24 décembre 1878 à Paris 17e (Seine) et mort le 24 septembre 1942 à Paris 16e (Seine), est un homme politique français.

## Biographie
Henry Paté est le fils d'Hyppolyte Auguste Paté, professeur au collège Monge, et d'Eugénie Marie Lechat.
- Député Radical-socialiste de la Seine de 1910 à 1936[3],
- Commissaire général à l'Éducation physique et la préparation militaire du 11 janvier au 29 mars 1924 dans le gouvernement Raymond Poincaré (2)
- Sous-secrétaire à l'Éducation physique du 13 novembre 1928 au 2 mars 1930 dans les gouvernements Raymond Poincaré (5), Aristide Briand (11), André Tardieu (1) et Camille Chautemps (1)
- Membre du Comité olympique français, il prend une part active à la préparation des jeux olympiques de Paris de 1924
- Vice-président d'e l'Assemblée nationale de 1927 à 1936[4].

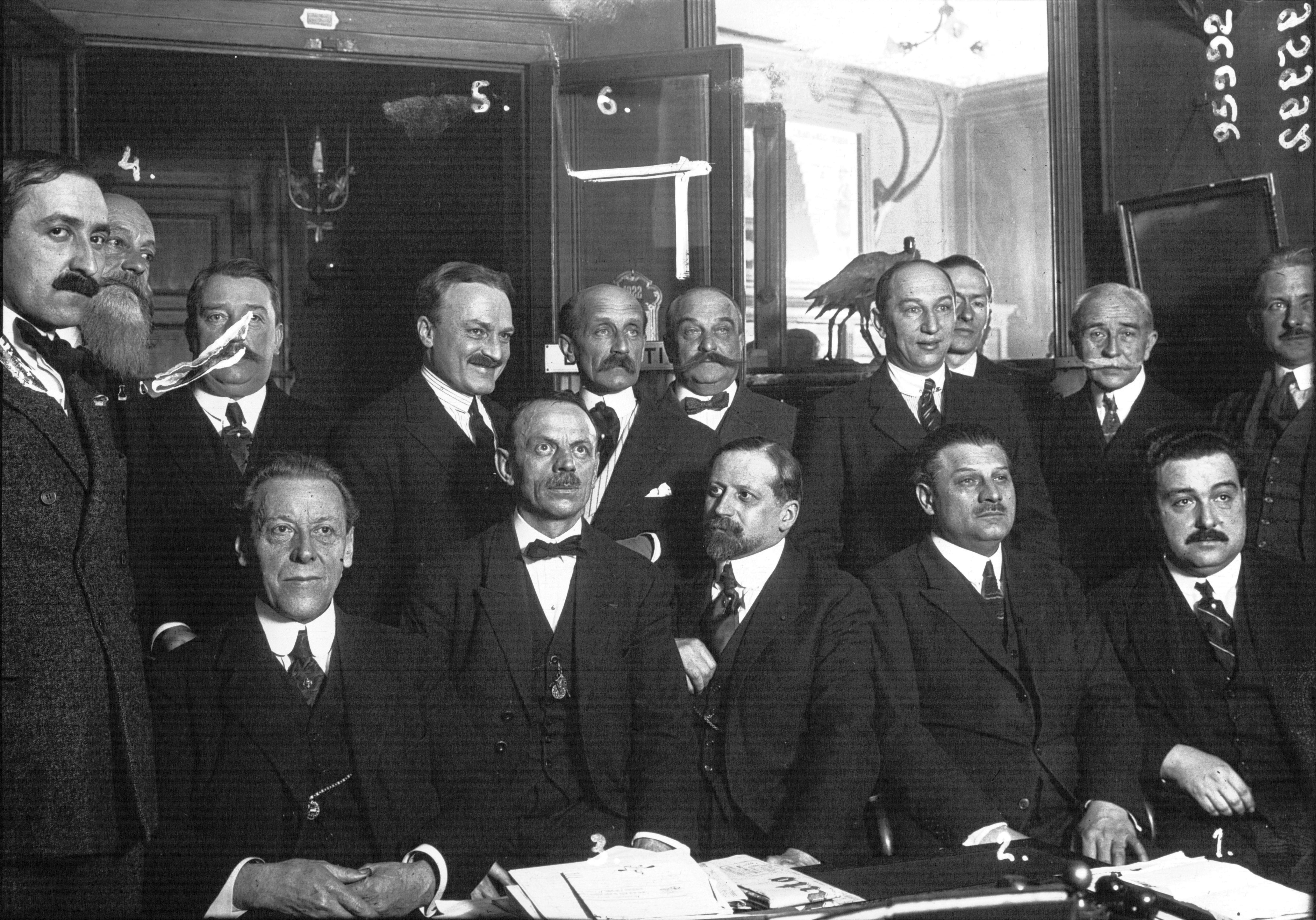
Comité olympique français en 1931.

## Ouvrages
- Rapport ayant pour objet de modifier la loi du 21 mars 1905, notamment en ce qui concerne la durée du service dans l'armée active, Imp. de la Chambre des députés, Paris, 1913.
- « Pour l'avenir de la race », in Le Pays de France, no 251, 9 août 1919, p. 8 (plaidoyer en faveur de l'éducation physique).
- La Jeunesse sauvera le monde, J. Ferenczi et fils, Paris, 1933.

## Vie privée
Le 15 février 1909 à Vire (Calvados), il épouse Yvonne Foulcault. Le 3 novembre 1930 à Paris 16e, il se marie en secondes noces avec Suzanne Louise Berthe Bernadet.

## Hommage
Le square Henry-Paté (16e arrondissement de Paris) lui rend hommage.

## Sources
- « Henry Paté », dans le Dictionnaire des parlementaires français (1889-1940), sous la direction de Jean Jolly, PUF, 1960 [détail de l’édition]